# La Chapelle-Gauthier (Eure)
La Chapelle-Gauthier es una comuna francesa situada en el departamento de Eure, en la región de Normandía.

## Demografía
| 437 | 426 | 365 | 349 | 350 | 381 | 410 |
| Para los censos de 1962 a 1999 la población legal corresponde a la población sin duplicidades (Fuente: INSEE [Consultar]) |     |     |     |     |     |     |